# Калюга 1
Калюга 1 (біл. вёска Калюга 1) — село в складі Березинського району Мінської області, Білорусь. Село підпорядковане Богушевицькій сільській раді, розташоване в східній частині області.